# 漣川軍部隊銃乱射事件
漣川軍部隊銃乱射事件（ヨンチョンぐんぶたいじゅうらんしゃじけん）は、2005年6月19日に韓国京畿道漣川郡の非武装地帯韓国陸軍第28師団第530前方警戒所（530GP）にて起きた銃乱射事件。8人が死亡、2人が負傷した。犯人は同警戒所に駐屯していたキム・ドンミン一等兵（22歳）。

## 概要
当初は単純に同小隊の古参兵らによるいじめが凶行の動機とされ、またキム一等兵も逮捕直後は「歩哨交代の際、次の当番を起こす為に兵舎に向かうと、普段自分をいじめていた上等兵たちの顔が目に入り衝動的に手榴弾を投げた」と供述していた。
しかし、事件後に行われた陸軍合同捜査団及び憲兵隊の発表において、キム一等兵の同僚で小中学校の同級生でもあったチョン・ウォンボム一等兵は「キム一等兵は古参兵と仲が悪く、彼らを無視することも多々あった。ミスをして叱られた時は頻繁に反抗していた」と証言し、他の同僚からもキム一等兵の性格を問題視する発言が多数上がった。陸軍合同捜査団及び憲兵隊では「キム一等兵は当初から消極的な性格や遅い行動などで、円満な生活を送れなかった」として、それが古参兵らの反感を買っていじめに繋がったのだと結論付けた。また、当初は衝動的な犯行とされていたが、後にキム一等兵自身が実際には犯行計画を用意していたと証言した。

## 事件の詳細

### 背景
キム一等兵は大学在学中の2004年12月に兵役で陸軍に入隊し、2005年1月14日に第530警戒所へと配属された。しかし古参上等兵らとの折り合いが極めて悪く、暴力を振るわれこそしなかったものの、悪口などに晒されており、またキム一等兵自身も古参兵に対する悪口を吐いたり、しばしば傲慢な態度を取るなどした。当時、小隊の雰囲気は決して悪くなかったが、キム一等兵は中々溶け込めずにいたという。同窓の友人チョン一等兵に対してしばしば「手榴弾と小銃で小隊員を皆殺しにしたい」と話しており、チョン一等兵はこれを単なる冗談や泣き言と捉え、上官に報告することはなかった。上官たちもキム一等兵の内気な性格を問題視していたものの、キム一等兵自身が「頑張ります」と前向きな意思を見せた為、関心兵士（問題のある兵士を意味する韓国軍の用語）に分類していなかったという。
また、キム一等兵がゲーム好きであったことは同僚の間でも良く知られており、後の取り調べでも「オンラインゲームが好きだ」と答えている。彼は入隊直前までMMORPG「メイプルストーリー」に没頭しており、オフラインミーティングでキム一等兵と出会ったあるプレイヤーは、「オフラインの集会では物静かだったがゲーム内では積極的な性格に思えた」と語っている。一部の専門家は、犯行にもゲームの影響があったのではないかと指摘している。

### 事件当日

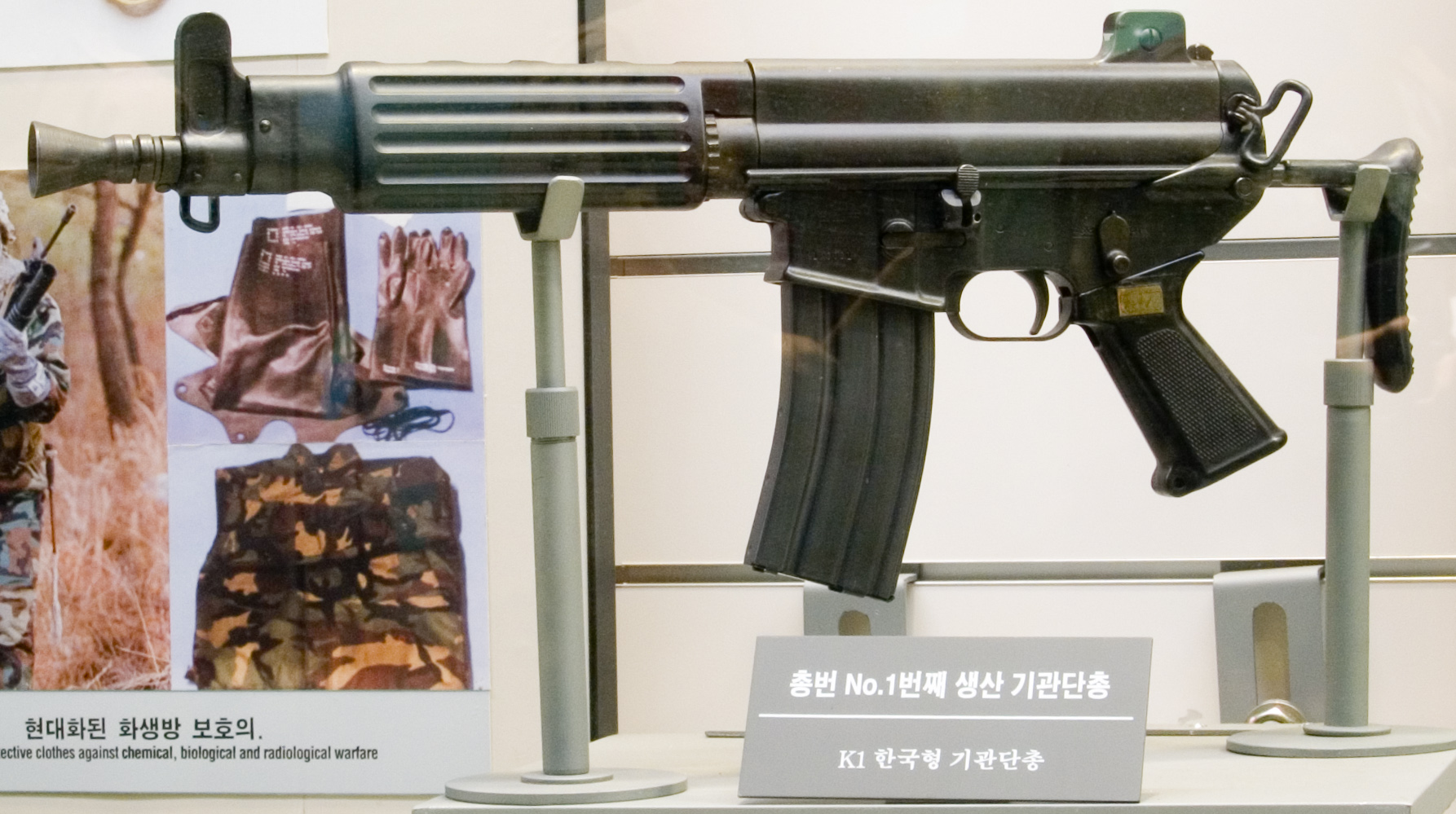
K1カービン

陸軍合同捜査団の発表によると、キム一等兵は少なくとも犯行一週間前の6月13日には小隊全員の殺害及び前方警戒所爆破を計画し、2日前の6月17日には犯行を決心していたという。
2005年6月19日午前2時30分ごろ、2人1組で歩哨に立っていたキム一等兵は「次の当番を起こしに行く」と同僚に言い残し兵舎に向かった。このとき、K2小銃の弾倉と手榴弾を携行したままだった。兵舎に戻ったキム一等兵はかねてから計画していた通り、ある上等兵のK1カービンを盗み出す。一度便所へと隠れ弾倉を装填すると、内務室に向かい、特に嫌っていたイ・テリョン上等兵らの寝台に向けて手榴弾を投げ込んだ。この際にパク・ウィウォン上等兵が手榴弾の上に覆いかぶさり、爆発で即死する。このパク上等兵の行動が手榴弾での被害を最小限に抑えたと言われている。さらに隣接する体力鍛練室では小隊長キム・ジョンミョン中尉を背後から射殺。そのまま廊下に出ると、炊事室から炊事係チョ・チョンウン上等兵が出てくるのが見えた為に銃撃、射殺する。その後、再び内務室に戻り生き残っていた兵士に向けて、無差別に乱射した。このときに二人の一等兵が負傷する。
キム一等兵は事前の計画に従い、残りの隊員を殺害するべく前方の警戒地点へと向かおうとしたが、銃弾が切れた為に断念し、平然と持ち場へと戻り歩哨の勤務を再開した。しかし、その10分後に駆けつけた小隊長代行及び憲兵隊がキム一等兵を含む勤務中の歩哨5名を練兵場に招集、武装解除した上で監視下に置いた。そして火薬の臭いがする事や他人の銃を持っている事を追及されたキム一等兵は犯行を自供、憲兵隊により器物損壊及び殺人の容疑で逮捕された。
計画では上等兵らを射殺した後、その他の小隊員も含め全員を殺害し、爆薬や燃料を用いて前方警戒所を爆破して民間人出入統制線の南側に逃走する予定だった。

### 事件後
この事件で以下の10人が死亡、または重傷を負った。
死亡
キム・ジョンミョン中尉（26） - 小隊長
チョン・ヨンチョル上等兵(22)
チョ・チョンウン上等兵(22)  - 炊事係
パク・ウィウォン上等兵(22)
イ・テリョン上等兵(22)
シン・ユチャル上等兵(22)
キム・インチャン上等兵(22)
イ・ゴンウク上等兵(21)
重傷
キム・ウハック一等兵(22)
パク・ジュンヨン一等兵(22)
韓国軍軍法会議にてキム一等兵は容疑を全て認め、2005年11月23日に死刑が言い渡され、2008年5月16日に刑が確定した。
この事件を受けて当日中に尹光雄（ユン・グァンウン）国防部長官が会見を開き、遺族と国民に対して謝罪声明を発表した。また最前線での軍人による銃乱射という重大な不祥事は韓国軍全体に衝撃を与え、軍紀の乱れや旧来の部隊管理システムの問題点を明らかにし、早期の綱紀粛正と部隊管理システムの再検討へと繋がっていった。事件後、第530前方警戒所ではキム一等兵を除く生き残った27人のうち、8人は陸軍の精神病院に入院し、16人が精神的な後遺症を理由に転属を申請、4人は即座に転属した。

## 北朝鮮攻撃説
漣川郡銃器事件遺族対策委員会などはこの事件を「非合法な作戦行動中の戦死を隠蔽するべく国防部が捏造した事件」だと主張している
彼らは陸軍合同捜査団の調査報告について、手榴弾が炸裂した内務室に血痕などの痕跡が残っていない、上等兵らはいずれも自分のものでない寝台の上で死んでいた、炊事室やトレーニング室に薬莢など発砲の痕跡が全くないなど不審な点を指摘し、また2人の兵士からでっち上げ事件だという証言を得たとしている。
これによれば、当時キム中尉は死亡した上等兵らを率い、警戒地点より更に前方で何らかの非合法な作戦行動を行っていたという。
しかし、北朝鮮軍の襲撃を受け彼らのほとんどが戦死。国防部では作戦そのものを隠蔽する為にこの事件を捏造し、ロケット推進弾（恐らくはRPG-7のようなもの）で殺害された兵士の死体は内務室にて手榴弾で殺傷されたように擬装され、また銃撃されたものは炊事室とトレーニング室に運ばれ同様に擬装されたとされる。
これについて国防部は既に十分な調査検証が行われた事やキム一等兵の自供などを根拠とし、「襲撃後の極めて混乱した状況下で、いくつかの誤報があったものの、これまでの調査で全ての事実が明らかになった」として、北朝鮮攻撃説を否定している。

## 関連事件
- 韓国陸軍訓練所食糞事件 - 2005年に韓国陸軍にて発生したいじめ事件。
- 江華島海兵隊銃乱射事件 - 2011年に韓国海兵隊にて発生した銃乱射事件。死者4名。
- 洪川韓国兵士脳腫瘍死亡事件 - 2013年に韓国陸軍にて兵役中の兵士の脳腫瘍の発見が遅れたことによる死亡事件。死者1名。
- 漣川後任兵暴行致死事件 - 2014年に陸軍第28師団にて発生したいじめ暴行死事件。死者1名。
- 江原道高城郡兵長銃乱射事件 - 2014年に陸軍第22師団にて発生した銃乱射事件。死者5名。
- 韓国海軍姜邯賛艦一等兵自殺事件 - 2021年に韓国海軍艦にて兵役中の兵士が集団いじめ・暴行・暴言を苦に自宅にて自殺した事件。死者1名。